# زاو زيانغ (سياسي)
زاو زيانغ (بالصينية: 赵紫阳) (17 أكتوبر 1919 - 17 يناير 2005)، سياسي وإداري ورجل دولة صيني شيوعي. كان ثالث رئيس وزراء لجمهورية الصين الشعبية من 1980 إلى 1987، ونائب رئيس الحزب الشيوعي الصيني من 1981 إلى 1982، والسكرتير العام للحزب الشيوعي الصيني من 1987 إلى 1989. لقد خسر منصبه السياسي بسبب دعمه التيار الإصلاحي الجديد واحتجاجات ميدان تيانانمن عام 1989.

## روابط خارجية
- تشاو زيانغ على موقع الموسوعة البريطانية (الإنجليزية)
- تشاو زيانغ على موقع مونزينجر (الألمانية)
- تشاو زيانغ على موقع إن إن دي بي (الإنجليزية)